# Ja'akov Šefi
Ja'akov Šefi (hebrejsky: יעקב שפי) je izraelský politik a bývalý poslanec Knesetu za Izraelskou stranu práce.

## Biografie
Narodil se 25. ledna 1941 v Petach Tikva. Sloužil v izraelské armádě, kde byl vojínem (Tura'i). Vystudoval odbornou školu při izraelském letectvu. Pracoval ve správě. Hovoří hebrejsky a anglicky.

## Politická dráha
Působil jako člen ústředního výboru odborové centrály Histadrut a člen vedení Fotbalového svazu. Byl členem zaměstnaneckého svazu v Petach Tikva a orgánů Strany práce.
V izraelském parlamentu zasedl po volbách v roce 1992, v nichž kandidoval za Stranu práce. Nastoupil do výboru pro vzdělávání a kulturu, výboru pro státní kontrolu, výboru práce a sociálních věcí a výboru etického.